# John C. Holmes
Pour les articles homonymes, voir John Holmes.
John Curtis Holmes, 8 août 1944 – 13 mars 1988, mieux connu sous le nom de John C. Holmes ou encore Johnny Wadd, est un acteur de films pornographiques des années 1970–1980. 
Commençant sa carrière au milieu des années 1960, il devient rapidement la star de cette industrie durant l'âge d'or du porno grâce à la taille de son pénis. Sa carrière décline cependant à la fin des années 1970 en raison d'une forte dépendance à la cocaïne, il est ruiné et effectue une traversée du désert de nombreuses années en tant que junkie, fréquentant des personnalités dangereuses du monde criminel et vivant en état permanent de manque. Il est ainsi impliqué en 1981 dans les meurtres de Wonderland. Acquitté de cette affaire en 1982, il recommence sa carrière pendant quelques années avant que son état de santé ne se dégrade rapidement car atteint du sida. Il continue cependant à travailler sans prévenir ses partenaires et meurt à 43 ans.
Il apparaît durant sa carrière dans environ 2 500 films et vidéos amateurs (incluant au moins un long-métrage gay).
Sa vie a été l'objet d'un documentaire (Wadd—The Life and Times of John C. Holmes), ainsi que de deux films hollywoodiens (Wonderland et Boogie Nights). Une biographie titrée John Holmes: A Life Measured in Inches, est sortie le 8 août 2008.

## Biographie

### Enfance et adolescence
Holmes est né John Curtis Estes de Carl Estes et Mary Barton. Il n'a pratiquement pas connu son père, un ouvrier des chemins de fer alcoolique qui a abandonné sa famille alors que John n'était encore âgé que de quelques mois.
Sa mère, une protestante baptiste, allait régulièrement au temple de Milport avec ses enfants. En 1946, elle épouse un certain Edward Holmes et change le nom de famille de ses enfants en Holmes. 
Le beau-père de John C. Holmes est lui aussi alcoolique : il rentre régulièrement ivre à la maison, trébuchant et vomissant parfois même sur les enfants. Mary Holmes divorce de son mari deux ans plus tard, et déménage avec ses enfants à Columbus (dans l'Ohio), où ils vivent paisiblement pendant plusieurs années. Quand John a huit ans, sa mère se remarie avec Harold Bowman. Peu de temps après, la famille quitte Columbus pour la ville de Pataskala, toujours dans l'Ohio.
Avant que John atteigne l'adolescence, Bowman se met à le battre régulièrement. L'adolescent rend néanmoins régulièrement les coups et bat Bowman en le faisant tomber de l'escalier. John fugue à l'âge de 16 ans et, après plusieurs jours passés dans les rues, revient chez lui pour annoncer à sa mère son intention de tuer son beau-père s'il devait retourner dans la demeure familiale. Après lui en avoir demandé la permission, Holmes quitte le lycée et s'engage dans l'armée. Il y suit d'abord une formation au fort Gordon, (en Géorgie), puis passe trois ans à Nuremberg (en République fédérale d'Allemagne), dans les Signal Corps.
Après sa démobilisation en 1964, Holmes n'a aucune idée de ce qu'il va faire de sa vie et suit un camarade de chambrée nommé Tony à Brooklyn où il reste sept mois. Pendant ce séjour, Tony lui apprend à faire le gigolo. Il a ensuite le projet de se rendre en Californie car Hollywood le fascine. Il repasse par Pataskala dans l'Ohio pour revoir sa mère et lui emprunter la faible somme de 15 $ pour son voyage. Il traverse l'Amérique comme il peut, en auto-stop une fois ses économies épuisées et allant de ferme en ferme en quête de travail et d'un endroit où dormir. Arrivé à Los Angeles, il trouve rapidement un emploi de conducteur d'ambulance de nuit, ce qui lui permet de rencontrer en décembre 1964 une infirmière appelée Sharon Gebenini avec qui il se mariera en août 1965.
Pendant les deux années qui suivent leur mariage, Holmes et Sharon vivent normalement. Holmes abandonne son travail d'ambulancier car il ne supporte plus la vue de personnes blessées et souffrantes et a trouvé un nouveau travail : chauffeur-livreur de viande congelée. Mais le fait de passer sans cesse des entrepôts frigorifiés à la chaleur californienne, lui pose de graves problèmes de santé, menant à trois pneumothorax de son poumon droit durant les sept à neuf mois où il travaille dans l'établissement. Après un passage à l'hôpital, il exerce de nombreux emplois alimentaires, ouvrier d'usine, vendeur de meubles, et même de brosses à cheveux au porte-à-porte, qu'il ne garde jamais très longtemps. Il est également modèle nu à l'école d'Arts plastiques. Voulant faire du cinéma, il investit quelques modestes économies pour s'inscrire à l'université de Californie.

### Carrière pornographique
« John Holmes était à l'industrie du porno ce qu'était Elvis au rock 'n' roll. Il était tout simplement Le Roi. »

— Cinéaste Bob Vosse dans le documentaire Wadd: The Life and Times of John C. Holmes
Avant de s'engager avec Sharon, Holmes avait vécu quelque temps avec une certaine Linda rencontrée alors qu'il était serveur dans un restaurant. Il ne la voit réellement que le week-end car elle sort pratiquement tous les soirs. Escort-girl dans les bars, elle rencontre un soir un « apprenti cinéaste » nommé Harry qui lui propose de jouer dans des films pornos. À cette époque, cette activité est illégale et très risquée sur un point juridique, il faut tourner rapidement et discrètement. Les petits films sont ensuite diffusés dans les cabines de projection des sex-shops où ils tournent en boucle jusqu'à leur usure totale. Elle lui propose de la filmer en action avec Holmes dont elle vante les dimensions exceptionnelles du pénis. Immédiatement intéressé, Harry accepte de payer 100 $ pour faire son film et s'amène chez eux un soir avec son matériel. Une fois l'œuvre en 8 millimètres achevée, il leur remet un chèque qui s'avèrera être sans provisions.
Déçu par cette expérience fauchée et craignant d'avoir des problèmes avec la justice s'il venait à être identifié, Holmes décide de ne pas poursuivre dans cette voie. Il veut devenir acteur traditionnel mais ne trouve aucune annonce de travail. Il pose habillé pour des revues de charmes, ce qui est mal payé. Il se tourne alors vers le métier de modèle nu pour des romans-photos érotiques ou pornographiques. Les scènes sont alors simulées car cela ne fait aucune différence en photo. Très rapidement, la taille exceptionnelle du pénis de Holmes, ainsi que sa rapidité à avoir une érection, lui valent d'être très sollicité. Il joue dans bon nombre de films pornographiques clandestins, où il faut se tenir vigilant à tout moment à déguerpir en toute vitesse si la police débarque. Ces films sont muets, en noir et blanc, et tournés en Super 8.
Il conserve d'abord son activité dans la pornographie en secret pour son épouse, ce qui est alors relativement facile : sans production en série de cassettes vidéo ou de DVD, et avant l'arrivée d'Internet, la production et la distribution pornographique étaient alors très limitées et semi-clandestines. Cependant, elle le surprend un jour dans la salle de bain en train de mesurer son sexe en érection et affirmant avoir trouvé quoi faire de sa vie. Dégoutée, elle fera chambre à part à partir de ce moment-là.
Il fait une virée à New York pour revoir son ami Tony et tenter de rentrer dans le cinéma par relation. Mais son ami gigolo, ainsi que toutes les richissimes veuves épleurées qu'il satisfait, n'ont aucun contact dans le milieu. Il rentre en Californie, et fréquente un nouveau club échangiste nommé L'Eden où il tourne en semaine dans l'arrière-boutique des films pornographiques et se prostitue le week-end à des femmes. Le propriétaire parle facilement de la taille exceptionnelle de son organe pour faire sa promotion et attirer la clientèle. Traînant dans les hôtels de luxe de Beverly Hills à la recherche de clientes fortunées, Holmes s'impose de ne pas coucher avec des femmes de plus de 60 ans. Le corps de ces clientes n'étant pas très motivants, il se met à consommer de plus en plus d'alcool et de cigarettes pour éviter de s'endormir au « travail ».
John Holmes se trouve ensuite à la croisée des chemins, au bon endroit au bon moment, car en cette année 1966, le code Hays vient d'être aboli. C'était cette réglementation stricte qui rendait illégal la pornographie depuis 1934. La voie de Holmes est toute tracée et il tournera une quantité innombrable de films pornographique (environ 2 200). L'industrie pornographique change rapidement. Un vrai film se fait maintenant en plusieurs jours au lieu de plusieurs heures, et il faut maintenant apprendre un texte pour suivre le script. Holmes est cependant arrêté durant cette période pour exhibitionnisme, mais il évite la prison en devenant un informateur pour la police.
Le premier grand film de Holmes est produit par Bob Chinn (en) en 1971. Il s'agit de Johnny Wadd, détective qui nécessite six semaines de tournage et sera le premier volet d'une série avec le même personnage qui le rendra célèbre dans tous les États-Unis, même sur la côte Est. Cette série permet à Holmes de fidéliser un public qui suit ses « exploits ». Vient alors l'âge d'or pour John C. Holmes, qui devient rapidement le « roi du porno ». Les fans l'interpellent dans la rue et il gagne des centaines de milliers de dollars qu'il investit prudemment dans l'achat d'appartements. Après l'alcool et les cigarettes, il commence à consommer de la marijuana vers 1972.

### La drogue
Pendant dix ans, de 1966 à 1976, Holmes vit des années de succès, accumulant l'argent et les partenaires sexuelles. Pourtant en 1976, il déprime, se sent épuisé et a du mal à dormir. Il en parle au producteur Bill Amerson (en) qui lui propose d'essayer la cocaïne. Alors que Holmes est toujours resté intransigeant face aux drogue dures, il va tellement mal qu'il s'y lance. En trois mois, sa consommation hebdomadaire atteint les 1 000 $, puis en quelques années les 1 500 $ par jour ! Cela a un fort impact sur sa carrière professionnelle, il est de plus en plus en retard sur les tournages, est incapable d'apprendre un texte, et disparaît au beau milieu des scènes pour se faire un shoot dans la salle de bains. Et plus grave, pour la première fois de sa carrière, il a des difficultés à se maintenir en érection durant les tournages. Les producteurs commencent à ne plus faire appel à ses services.
Pour assouvir sa dépendance, il vend toutes ses actions, ses biens, ses magasins et ses appartements. Sans plus aucun contrat, ni perspective de retourner sur les plateaux, il bascule rapidement dans l'illégalité, se prostituant à des femmes et même à des hommes, effectuant des fraudes à la carte bancaire et commettant des petits vols. Il fait la connaissance du gang de Wonderland (appelé ainsi du fait de la localisation de sa planque, située sur l'avenue Wonderland, à Los Angeles), un groupe de trois junkies (Ron Launius, Billy DeVerell et Joy Audrey Miller), tous ayant fait de multiples séjours en prison, s'adonnant à toutes sortes de trafic : drogue, armes, bijoux, voitures volées, etc. Présenté à eux par une adolescente qu'il a pris en stop, Holmes, n'ayant plus de domicile, prend l'habitude de squatter chez eux, une maison transformée en forteresse, où ont lieu des va-et-vient permanents, et où la musique est toujours assourdissante. Ils proposent à Holmes de devenir leur représentant pour vendre de la drogue aux stars de Hollywood, en échange d'un paiement en cocaïne. Sous le nom de code de « Betty Crocker », il épluche son carnet d'adresses pour se procurer sa dose quotidienne.
Il fait la connexion du gang avec Eddie Nash surnommé l'« Arabe », un richissime propriétaire de night-club, qui trafique à tout-va dans ses villas de la drogue, des armes, des filles, etc., confortablement protégé par ses gardes du corps, et qui est fan de Holmes, le roi du porno. Ce-dernier lui revend des biens volés ou de la drogue ayant transité par le gang de Wonderland.
En 1976, il rencontre une fille âgée de 16 ans, Dawn Schiller, qui devient sa petite-amie, alors qu'il est déjà âgé de 32 ans (Dawn ne doit pas être confondue avec la seconde épouse de Holmes, Laurie Rose, une actrice pornographique dite « Misty Dawn (en) »). Leur relation sera plus que tumultueuse, Holmes l'obligeant parfois à se prostituer, notamment à Eddie Nash à Noël 1980 pour régler une dette de drogue.

#### La tuerie de Wonderland
Fréquentant autant le gang de Wonderland qu'Eddie Nash, John C. Holmes va être malgré lui l'instigateur d'une série d'événements qui conduiront aux « meurtres de Wonderland ».
Le gang de Wonderland traverse une période difficile et manque d'argent et de drogue. Tout le monde est en manque et cherche un moyen de trouver de la drogue rapidement. Billy DeVerell ramène alors à la planque un sac volé contenant des bijoux anciens et surtout de vieux pistolets de collection. Persuadé que ces armes valent beaucoup, il demande à Holmes d'aller les vendre à son ami l'« Arabe ». Celui-ci est intéressé par ces pièces anciennes mais les refuse car elles sont trop facilement repérables. Face à l'insistance de Holmes, il propose de les garder une semaine en échange d'une avance de 1 000 $ pour tâter le terrain d'éventuels acheteurs. Au bout de cette semaine, le gang de Wonderland devra lui rendre son argent s'il veut récupérer les armes.
Sauf que les membres du gang, en manque, consomment immédiatement cette somme pour assouvir leur dépendance à la drogue. N'ayant plus l'argent pour rembourser Eddie Nash et énervés d'avoir perdu les armes contre une somme ridicule, ils projettent de cambrioler Nash. Holmes est cependant le seul à savoir où il habite et le seul à pouvoir entrer chez lui. Pressé par le gang, Holmes accepte de retourner chez Nash où, prétendant vouloir aller dans la salle de bains, il entrouvre discrètement une porte-fenêtre donnant sur le jardin et remonte le rideau mécanique. De retour à la plaque du gang, il dessine le plan de la maison et demande surtout à ne pas oublier de casser la porte-fenêtre qu'il a entrouverte ainsi que le rideau mécanique pour qu'Eddie Nash ne puisse pas réaliser que c'est lui qui l'a trahi.
Le matin du 29 juin 1981, les membres du gang passent à l'action tandis que Holmes attend à la planque. Ils reviennent les bras chargés de sacs plastiques remplis d'argent (évalué à plus de 250 000 $), de drogue, de bijoux, de pierres précieuses, etc. (le tout évalué plus tard par la police à plus d'un million $). Holmes, anxieux de savoir comment se porte Nash après cette agression, fait l'erreur de lui téléphoner peu de temps après. Nash l'assure qu'il va bien et l'invite à venir lui rendre visite. Mais alors qu'il sonne chez Nash, Holmes est frappé et attaché sur une chaise. Ayant trouvé son carnet d'adresses dans sa voiture, Nash menace de tuer toutes les personnes inscrites, dont sa mère et son épouse Sharon, si John ne leur indique pas où se trouve la planque de Wonderland et leur permette d'y entrer.
Le 1er juillet 1981, deux jours après le cambriolage, un groupe d'assassins pénètre en pleine nuit dans la planque et massacre le gang de Wonderland à coup de barres de fer. Ce fait divers est maintenant connu sous le nom des « meurtres de Wonderland ». Il est incertain aujourd'hui que Holmes était présent lors de la tuerie mais son épouse Sharon a témoigné après sa mort que John lui avait rendu visite après les meurtres, couvert de sang et déclarant avoir été obligé d'assister à la mise à mort de plusieurs dealers de ses propres yeux. 
Deux hypothèses s'opposent :
- Holmes, accompagné des hommes de Nash, aurait sonné à la planque de Wonderland pour faire ouvrir la porte, et le groupe aurait envahi la maison dès l'ouverture. Présent pendant le massacre, Holmes aurait été aspergé de sang et aurait même peut-être été forcé de donner des coups.

- Ou, selon la version de John C. Holmes dans son autobiographie, il serait arrivé à la planque seul et aurait découvert qu'un massacre y avait eu lieu. En manipulant les corps pour constater leur décès, il se serait imprégné de sang et aurait laissé ses empreintes digitales. Cette version comporte cependant une incohérence : jamais le gang de Wonderland n'aurait ouvert la porte de leur planque transformée en forteresse à des inconnus.

Holmes se cache ensuite avec Dawn Schiller dans un motel de Santa Monica. Alors qu'il revient d'un supermarché en voiture, il est victime à un feu rouge d'une tentative de meurtre : un homme présent dans un autre véhicule lui tire dessus. Holmes grille le feu rouge et retourne au motel. Au bout de trois jours dans cet établissement, la police force leur chambre et les arrête. Dawn est rapidement libérée. Holmes reste muet sur l'affaire de Wonderland et les policiers le mettent sous escorte dans un hôtel pour le protéger de ceux qui veulent le tuer. N'ayant rien contre lui, les policiers sont contraints de le relâcher. Il part immédiatement avec Dawn pour le Montana où ils restent trois semaines, puis traversent les États-Unis pour se rendre en Floride. À court d'argent, John incite Dawn à se prostituer. Mais après l'avoir frappée en public, il est arrêté par la police après deux mois de cavale. 
Holmes refuse alors de coopérer à l'enquête et est mis en examen pour les quatre meurtres de Wonderland et le cambriolage. Il passe 18 mois en prison où il entame une grève de la faim et perd vingt kilos. Il est finalement acquitté en novembre 1982 à l'issue d'un procès qui dure trois mois.
Holmes cherche alors à rejoindre Dawn Schiller, mais celle-ci est partie avec son père en Thaïlande, où elle vivra pendant presque sept années. Elle ne reviendra à Los Angeles que quelques semaines avant la mort de Holmes, en 1988.

### Dernières années
Immédiatement après son acquittement, Holmes reprend son travail d'acteur pornographique car il ne sait rien faire d'autre. Mais l'industrie a déjà commencé à transiter vers les cassettes vidéo. Le travail est encore abondant, mais de façon moins lucrative, et Holmes n'est plus la star masculine d'autrefois malgré le fait que l'affaire des meurtres de Wonderland ait rallumé le projecteur sur lui. À peine un mois après sa remise en liberté, il est de retour sur le plateau de Marathon de Bill Margold (en) où il fait la rencontre de l'actrice Laurie Rose, alias « Misty Dawn (en) », 20 ans, qui deviendra sa seconde épouse.
Il retrouve le réalisateur Bill Amerson, celui qui l'avait initié à la cocaïne, et retourne des films avec lui, séjournant d'ailleurs chez lui. Les deux hommes fondent la société de production Pequin Movies qui produit quinze films avec John Holmes en vedette en l'espace de six mois. Holmes se sert cependant directement dans les caisses de la société pour se payer de la drogue et Amerson, après avoir fait les comptes, estime qu'il lui doit 200 000 $. Il l'oblige ainsi à tourner un film gay, qu'il pense faire un énorme carton, et fait miroiter à Holmes un cachet d'un million $. Pour le tournage de The Secret Pleasures of John C. Holmes, Holmes teste cependant des substances afin de permette d'être en érection avec l'acteur Joey Yale. Après le tournage, il s'effondre littéralement, restant alité et fiévreux, et vomissant toute nourriture. On lui diagnostique une méningite.
En février 1986, il tombe à nouveau malade et saigne des oreilles. À l'automne 1986, un diagnostic révèle qu'il est séropositif mais le médecin lui indique qu'il peut vivre encore vingt ans s'il arrête sa consommation de drogue, alcool et cigarettes. Holmes, contrairement à ces indications, va augmenter sa consommation. Selon Laurie Rose, Holmes n'avait pas pu être contaminé par une seringue de drogue car il avait une véritable phobie des aiguilles et ne s'était jamais drogué par intraveineuse. Sa première épouse, Sharon, et son ami Bill Amerson (en), ont confirmé plus tard cette version des faits. Il continue également à faire des apparitions publiques lors de dédicaces et de sorties de clips vidéo, alors que son image physique, de plus en plus délabrée, révèle la véritable nature de son affection. Pour faire taire les rumeurs, Holmes affirme à la presse qu'il souffre d'un cancer du colon. 
Ayant cependant signé des contrats qu'il doit honorer, Holmes continue de tourner, sans prévenir ses partenaires et sans utiliser de préservatifs. Durant l'été 1986, incapable de trouver du travail en Amérique, Holmes part en Italie où il tourne ses derniers films, dont Supermaschio per mogli viziose avec Karin Schubert et L'Ascension et la Chute de l'Impératrice Romaine avec la Cicciolina. Pour quitter l'Italie, il doit cependant présenter un acte de naissance et, après s'être procuré le document, découvre qu'il est le fils d'un certain Carl Estes dont il n'a jamais entendu parler, alors qu'il avait toujours cru que son père était Edward Holmes.
Il épouse Laurie Rose le 24 janvier 1987 lors d'un rapide mariage à Las Vegas, après lui avoir avoué qu'il est séropositif et qu'il souhaite se marier avec elle pour « cimenter » leur union. Il est alors très affaibli et passe le plus clair de son temps dans son lit. Sentant sa fin arriver, il se résout à rédiger son testament. Il passe les quatre derniers mois de sa vie à l'hôpital militaire pour son traitement. On dit qu'il aurait refusé les soins et souhaitait mourir rapidement.
John C. Holmes meurt des complications de sa maladie, le 13 mars 1988, à l'âge de 43 ans. Il ne pesait plus que 45 kilos. Ses possessions à ce moment sont créditées d'un total de 65 $ en biens divers, de 35 $ de droits d'auteurs pour son autobiographie non publiée, et de 0 $ en liquidités.
Son corps est incinéré, et ses cendres sont dispersées dans l'océan, au large de la côte d'Oxnard, Californie.

## Legs
La veuve de Holmes, Laurie Rose, a pris le nom de Laurie Holmes et plus tard a publié un ouvrage intitulé Porn King: Autobiography of John C. Holmes  en 1998.
John C. Holmes appartient aujourd'hui à la Légende. Un documentaire sur sa vie (Wadd—The Life and Times of John C. Holmes) lui a permis d'obtenir le statut d'icône parmi les maisons de production de films indépendants.
De nombreux éléments du film Boogie Nights ont été inspirés de sa vie, y compris les meurtres de Wonderland. Cet aspect de sa vie a ensuite été repris dans un film biographique intitulé Wonderland, avec Val Kilmer tenant le rôle de John C. Holmes
Les membres du groupe Elio e le Storie Tese ont eux aussi rendu hommage à Holmes avec leur hit « John Holmes (Vie Dédiée Au Cinéma) » inclus dans leur premier album Elio Samaga Hukapan Kariyana Turu (sorti en 1989).
Après sa mort, Holmes a reçu une récompense posthume pour sa carrière dans l'industrie pornographique. Elle a alors été reçue par son filleul Sean Amerson, le fils du manager de Holmes, Bill Amerson, qui avait également prononcé l'éloge funèbre lors des funérailles de Holmes.
Sur les 2 500 apparitions de John C. Holmes dans des films pornographiques tournés durant dans sa vie, au moins 60 à 70 % d'entre elles le sont sur des vidéos amateurs de format 8 millimètres. Depuis, la majorité sont entrées dans le domaine public, suivant l'effondrement du Caballero Control Corporation en 1990. Des recherches sont en cours pour retrouver les dernières vidéos amateurs inconnues où Holmes serait apparu, durant les années 1960, 70, 80, afin de les convertir en DVD. Cependant, l'espérance de vie de ces films en 8 millimètres étant très brève, en raison de la matière utilisée à ce moment-là, il est probable que la majorité d'entre elles soient définitivement perdues.
Mike Patton (leader charismatique des groupes Faith no more et MR Bungle) lui rendit également hommage en 1999, sur l'album MR Bungle dans le morceau intitulé The Girls of Porn (Les Filles du Porno).

## Vie personnelle

### Nombre de partenaires
En 1981, lors d'un reportage intitulé Exhausted, consacré à sa carrière d'acteur, Holmes a affirmé avoir eu des relations sexuelles avec 14 000 femmes. Pour justifier ce nombre, il aurait dû avoir des rapports avec 700 femmes différentes par an, soit 1,9 femme par jour, pendant 20 ans. Les évaluations plus réalistes de Luke Ford estiment le nombre de partenaires sexuels de Holmes à 3 000 tout au plus. Fondé sur la quantité des vidéos amateurs où Holmes a exécuté un acte sexuel avec au moins une femme, tenant compte des rencontres sexuelles hors caméra et comptant chaque partenaire de cinéma, telles que Rene Bond, Seka, Connie « Little French Maid » Peterson, Eileen Welles, Victoria Waters, Candy Samples, Linda McDowell, Juliet « Aunt Peg » Anderson et Desiree Cousteau, le « palmarès » de 3 000 partenaires semble être le plus réaliste. 
Selon son ami Bill Amerson, dans le documentaire Wadd, Holmes a perdu le nombre exact de femmes avec qui il a eu des relations sexuelles : il aurait été si fervent dans la fausse publicité de lui-même, qu'il ne savait plus quelles histoires étaient vraies et lesquelles étaient fausses. À un moment donné, dans le documentaire Wadd, Amerson rappelle que tôt dans sa carrière, Holmes a indiqué à la presse qu'une riche membre de la haute société britannique l'avait payé pour voyager en Angleterre une fois par an et prendre du plaisir avec elle pendant vingt-quatre heures. Plus tard, en privé, Holmes aurait rappelé à Amerson ses aventures en Angleterre, qui ne se seraient finalement jamais produites.
Holmes a rencontré la pornstar Brandon Smith en 1974, et les deux acteurs se sont liés d'une amitié qui a duré jusqu'à ce que Holmes soit impliqué dans l'affaire des meurtres de Wonderland. Brandon Smith a ensuite été la star de la pornographie gay et a prétendu avoir été l'une des raisons pour lesquelles Holmes aurait tourné des films gays.

### Les femmes de Holmes
Tandis que le nombre de ses partenaires à l'écran s'élève probablement à plusieurs milliers, il s'avère qu'il n'y avait peut-être que quatre ou cinq femmes qui étaient réellement proches de Holmes dans sa vie privée. Holmes séparait méticuleusement son activité professionnelle et sa vie privée.
- En août 1965, il a épousé une jeune infirmière appelée Sharon Gebenini. Il est resté marié à elle jusqu'à ce que leur divorce soit prononcé le 17 janvier 1983.
- En 1975 il a rencontré Julia St. Vincent sur le tournage de son film, Liquid Lips, qui au passage était produit par l'oncle de Julia, Armand Atamian. Holmes et St Vincent sont restés ensemble jusqu'à l'affaire de Wonderland, en 1981. St Vincent a produit le documentaire de la carrière de Holmes, Exhausted.
- En 1976 il a rencontré une fille de 16 ans appelée Dawn Schiller, qui a elle aussi été sa petite-amie de 1976 jusqu'à l'affaire de Wonderland. Elle a quitté Holmes en décembre 1981, quand il s'est fait arrêter par la police en Floride.
- En 1985, Holmes rencontre sa deuxième et dernière épouse, Laurie Rose (en). Ils se sont mariés le 24 janvier 1987.

### Taille de son sexe
L'atout principal de Holmes dans la pornographie était la taille exceptionnellement grande de son sexe. La première épouse de Holmes, Sharon Gebenini, a prétendu qu'il était de 25 cm quand il s'est mesuré la première fois. Cependant, au début de sa carrière cinématographique, il a été largement rendu public qu'il pouvait atteindre entre 30 cm et 41 cm quand il était en érection complète.
Le réalisateur Ron Jeremy a déclaré que Holmes était à 30 cm mais qu'il s'enorgueillissait de pouvoir atteindre la taille de 36 cm. La taille du sexe de Holmes a été employée comme outil de vente pour des films dans lesquels il n'est même pas apparu. Dans le film Anyone But My Husband, la phrase promotionnelle était « Tony The Hook Perez a un sexe si grand que même John Holmes en a pour son argent. ».
Les différentes tentatives pour connaître la longueur réelle de son pénis ont mené à des résultats très variables. Une étude américaine sur les enregistrements vidéo de Holmes a conclu qu'en érection, la taille de son sexe devait être de 25-28 cm, tandis que d'autres études comparant beaucoup d'images de son pénis à d'autres parties de son propre corps ont mené à la conclusion de 22 cm. 
Le manager de Holmes, Bill Amerson, a affirmé : « J'ai vu John se mesurer lui-même plusieurs fois, c'était 34 cm. ».
La dernière épouse de Holmes, Laurie « Misty Dawn » Rose affirme que John Holmes reconnaissait une taille de 25 cm.
L'actrice Dorothiea Hundley, plus connue sous le pseudonyme de Seka, a affirmé que le pénis de Holmes était le plus grand dans l'industrie pornographique. Cependant, toutes celles qui ont eu des rapports avec lui ne partageaient pas cet avis.
Indépendamment de la longueur réelle du pénis de Holmes, on se demande s'il a jamais eu d'érections complètes lors d'un tournage. L'actrice Annette Haven, par exemple, a rappelé dans le documentaire Wadd: The Life and Times of John C. Holmes qu'« en plaisantant, si John avait une érection complète, il perdrait conscience à cause du manque de sang au cerveau parce que son pénis est trop gros. Et il est vrai que son sexe n'était jamais dur. Ce serait comme faire l'amour avec une sorte de concombre. »

### Les mythes
La carrière de Holmes a été favorisée par une série de rumeurs introduites au fil des années (beaucoup composées soudainement par Holmes lui-même). Les plus célèbres sont :
- Holmes aurait perdu sa virginité à 6 ans par sa nounou suédoise, Freida.
- Holmes aurait passé son enfance voyageant à travers le monde avec sa riche tante, qui aurait veillé à ce qu'il apprenne les beaux-arts, y compris « le ballet nu de jazz moderne. »
- Le pénis de Holmes était si grand qu'il aurait cessé d'utiliser des sous-vêtements parce que « quand j'avais des érections, je cassais l'élastique et ça arrivait 4 ou 5 fois par mois. »
- Holmes aurait eu des rapports avec plus de 14 000 femmes.
- Holmes aurait été diplômé en physiothérapie, médecine et sciences politiques de l'université de Los Angeles.
- Adolescent, il aurait joué le rôle d'Eddie Haskell dans la série télévisée Leave it to Beaver. Le personnage est joué par l'acteur Ken Osmond, qui ressemblait un peu à Holmes.

## Récompenses
- XRCO Hall of Fame
- AVN Hall of Fame
- XBIZ Award -2008 Lifetime Achievment Award

## Filmographie
- Boogie Nights de Paul Thomas Anderson
- Wonderland de James Cox
- True Legends of Adult Cinema : The Unsung Superstars, 1993, documentaire de Jim Holliday
- Exhausted : John C. Holmes, the Real Story, 1981, documentaire de Julia St. Vincent
- Legends of Porn, 1987, documentaire de Jim Holliday
- Wadd: The Life and Times of John C. Holmes, 1998, documentaire de Wesley Emerson et Alan Smithee